# Општина Удбина
Општина Удбина се налази у Лици, у саставу Личко-сењске жупаније, Република Хрватска. Сједиште општине је Удбина. Према подацима са последњег пописа 2021. године у општини је живело 1.334 становника.

## Географија
На сјеверу се граничи са општином Плитвичка Језера, западно се налази град Госпић. Источно се налази општина Доњи Лапац, а јужно је општина Ловинац, као и општина Грачац, која се налази у Задарској жупанији.

## Историја
У периду од 1991. до августа 1995, насеља општине су припадала Републици Српској Крајини. До територијалне реорганизације у Хрватској општина се налазила у саставу бивше велике општине Кореница.

## Насељена мјеста
| - Брештане - Бунић - Ведашић - Висућ - Грабушић - Дебело Брдо - Доњи Мекињар - Јагодње - Јошан | - Клашњица - Комић - Крбава - Курјак - Мутилић - Ондић - Пећане - Подлапача - Пољице | - Ребић - Сврачково Село - Средња Гора - Толић - Удбина - Фркашић - Чојлук - Шаламунић |

## Становништво
Према попису становништва из 2001. године, општина Удбина је имала 1.649 становника. Општина Удбина је према попису из 2011. године имала 1.874 становника.
| Општина Удбина     |       |
| година пописа      | 1961. |
| Срби               | 5.297 |
| Југословени        | 9     |
| Хрвати             | 1.035 |
| Муслимани          | 42    |
| Црногорци          | 1     |
| Македонци          | 1     |
| остали и непознато | 17    |
| укупно             | 6.402 |

### Попис 2011.
| Попис 2011.‍   | Попис 2011.‍ | Попис 2011.‍ | Попис 2011.‍ | Попис 2011.‍ |
| ------------- | ----------- | ----------- | ----------- | ----------- |
|               |             |             |             |             |
| Срби          | Срби        |             | 958         | 51,12%      |
| Хрвати        | Хрвати      |             | 844         | 45,04%      |
| остали        | остали      |             | 51          | 2,72%       |
| неизјашњени   | неизјашњени |             | 21          | 1,12%       |
| укупно: 1.874 |             |             |             |             |

### Попис 2021.
| Попис 2021.‍   | Попис 2021.‍ | Попис 2021.‍ | Попис 2021.‍ | Попис 2021.‍ |
| ------------- | ----------- | ----------- | ----------- | ----------- |
|               |             |             |             |             |
| Хрвати        | Хрвати      |             | 695         | 52,10%      |
| Срби          | Срби        |             | 569         | 42,65%      |
| остали        | остали      |             | 47          | 3,52%       |
| неизјашњени   | неизјашњени |             | 23          | 1,72%       |
| укупно: 1.334 |             |             |             |             |